# Prepperství
Prepperství či survivalismus je hnutí jednotlivců nebo skupin, tzv. prepperů (z angl. prepare [prɪˈpeə] – připravit) nebo survivalistů (z angl. survive [səˈvaɪv] – přežít) kteří se aktivně a systematicky připravují na stav nouze či mimořádné události zahrnující možný rozklad dosavadního sociálního a politického pořádku, ale i živelné pohromy; preppeři se tedy často zaměřují na trénink technik přežití, první pomoci a sebeobrany, zásobením se potravinami a vodou, příprava na to, stát se soběstačnými a budováním krytů (např. podzemních bunkrů), které by jim umožnily přežít katastrofu.
Mezi preppery, zejména začátečníky, se objevuje skupina, hanlivě označována jako „paštikáři“, kteří se sice připravují na kolaps, ale soustřeďují se téměř výhradně na hromadění potravin a vybavení a zanedbávají nabývaní znalostí a dovedností. Zkušení preppeři často nemají tuto skupinu rádi, protože vrhá špatné světlo na celou komunitu.[zdroj?]